# Skaleneffekt
Als Skaleneffekt (englisch economies of scale) wird in der Produktionstheorie, der Betriebswirtschaftslehre und in der Mikroökonomie die Abhängigkeit der Produktionsmenge pro Zeitspanne von der Menge der eingesetzten Produktionsfaktoren definiert.
Der Skaleneffekt ist das Resultat der Nutzung des Gesetzes der Massenproduktion; Skaleneffekte setzen Massenproduktion voraus. Um Fixkostendegression zu erreichen, wird in Unternehmen die Produktionsmenge (englisch output) bis zur bestehenden Kapazitätsgrenze bei abnehmenden fixen Stückkosten ausgedehnt. Wird die Kapazität sogar durch Erweiterungsinvestitionen erhöht, setzen sich die Größenvorteile wachsender Betriebsgröße durch Skaleneffekte in Form zunehmender Skalenerträge (englisch economies of scale) fort. Das Gesetz der Massenproduktion regt daher Unternehmen zu organischem Unternehmenswachstum an, wodurch sich die Marktanteile (und Marktmacht) steigern lassen. Je mehr die Massenproduktion ausgedehnt wird, umso mehr kann ein Unternehmen den Marktpreis dieser Massenprodukte senken (bei konstanter Gewinnmarge). Da die Produktion größerer Mengen niedrigere kostendeckende Preise erlaubt, kommt es zu einem Verdrängungswettbewerb, der theoretisch im so genannten natürlichen Monopol endet. Weitere Ursache für Skaleneffekte kann eine produktivitätssteigernde Spezialisierung sein.
Der (marginale) Skalenertrag entspricht der Steigung der Niveau-Produktionsfunktion. Er zeigt an, um welchen Betrag sich die Produktionsmenge verändert, wenn der Einsatz aller Produktionsfaktoren (marginal) um einen bestimmten Faktor erhöht wird. Dagegen spricht man von Grenzproduktivität (Grenzertrag) bei partieller Faktorvariation, wenn also ein Faktor mengenmäßig marginal verändert wird. Skaleneffekte sind auch abzugrenzen von den Verbundeffekten (englisch economies of scope) und Dichtevorteilen (englisch economies of density).

## Arten
Man spricht von konstanten Skaleneffekten, wenn eine Steigerung der Einsatzfaktoren {\displaystyle x_{1},x_{2},\dotsc } um einen gegebenen Faktor eine Steigerung der Produktionsmenge um den gleichen Faktor zur Folge hat (Skalenelastizität gleich 1), wenn also für die Produktionsfunktion {\displaystyle f} gilt:
{\displaystyle f(a\cdot x_{1},a\cdot x_{2},\dotsc ,a\cdot x_{n})=a\cdot f(x_{1},x_{2},\dotsc ,x_{n})}
Ein solches Ergebnis ist etwa zu erwarten, wenn eine bestimmte Produktionstechnik in größerem Umfange angewandt wird. Im selben Maße, wie dann die Einsatzmengen der Einsatzfaktoren zunehmen, nimmt auch die Ausbringungsmenge des Endprodukts zu.
Von positiven Skaleneffekten (auch steigenden Skalenerträgen, economies of scale oder Massenproduktionsvorteilen) spricht man, wenn die Produktionsmenge stärker steigt als die eingesetzten Faktoren (Skalenelastizität größer 1):
{\displaystyle f(a\cdot x_{1},a\cdot x_{2},\dotsc ,a\cdot x_{n})>a\cdot f(x_{1},x_{2},\dotsc ,x_{n})}
Für die unternehmerische Praxis interessant ist vor allem der Fall der positiven Skaleneffekte, wobei mit der Produktionsmenge die Grenzkosten sinken: Bei relativ niedrigen Produktionsmengen sind sowohl die Stückkosten eines einzelnen produzierten Exemplars bzw. einer Produktionseinheit, als auch die Grenzkosten (also die Kosten der letzten hergestellten Einheit) relativ hoch. Beide sinken mit steigender Produktionsmenge. Mathematisch ausgedrückt:
{\displaystyle {\frac {\partial K^{'}}{\partial q}}={\frac {\partial ^{2}K}{\partial q^{2}}}<0}
Hierbei stehen {\displaystyle K^{'}} für die Grenzkosten und {\displaystyle q} für die erstellte Menge. Demnach sinken die Grenzkosten {\displaystyle K^{'}} mit jeder weiteren produzierten Einheit {\displaystyle q}.
Positive Skaleneffekte, also sinkende Grenzkosten, sind die ökonomische Erklärung für die Massenproduktion.
Sie treten aber auch bei der Erstellung vieler Güter der Netzindustrien wie öffentlicher Personennahverkehr oder Elektrizität auf. In Wirtschaftszweigen mit unbegrenzt steigenden Skaleneffekten führt die (nur in der Theorie anzutreffende) vollständige Konkurrenz dazu, dass kein Produktionsbetrieb mehr seine Herstellkosten decken kann (was auch rein mathematisch beweisbar ist). Daher herrscht in solchen Wirtschaftszweigen vielfach ein (oft staatliches) natürliches Monopol.
Negative Skaleneffekte (oder fallende Skalenerträge, diseconomies of scale) (Skalenelastizität kleiner 1) kommen beispielsweise in der landwirtschaftlichen Produktion vor, wenn mit steigendem Einsatz der Produktionsfaktoren wie Arbeit und Düngemittel keine Ertragssteigerung um den gleichen Faktor mehr möglich ist.

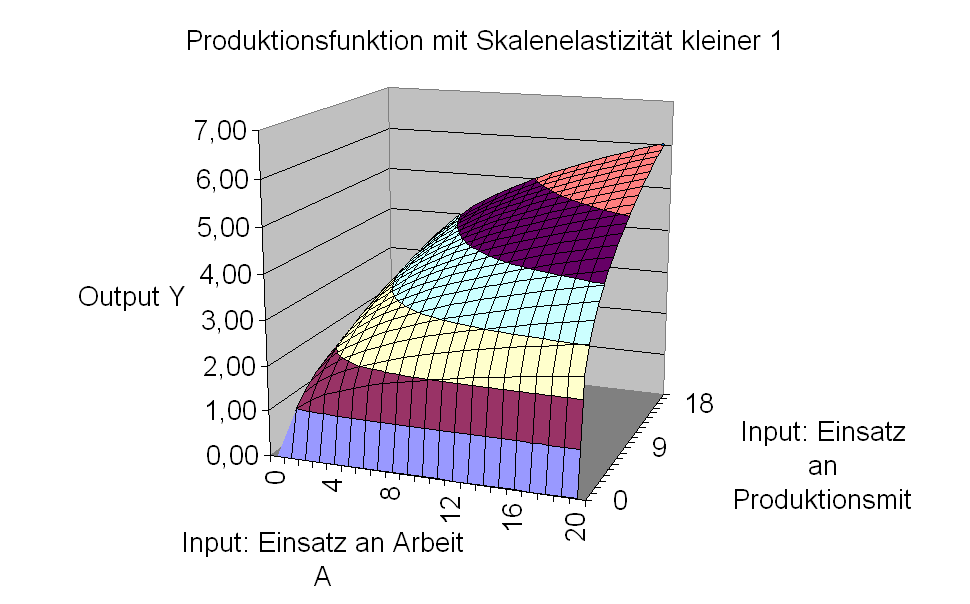
Abb. 1: negative Skaleneffekte
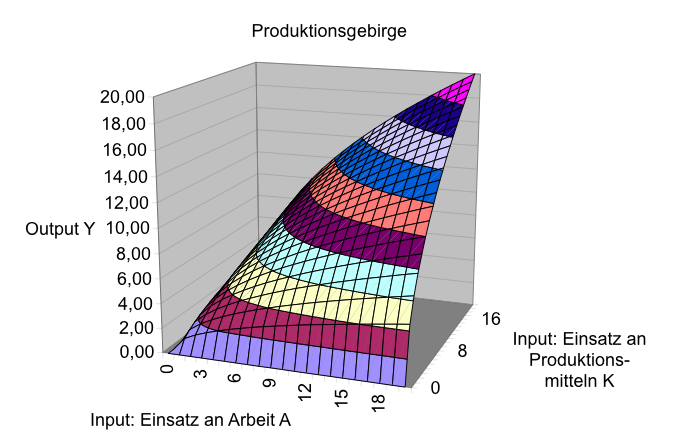
Abb 2: konstante Skaleneffekte
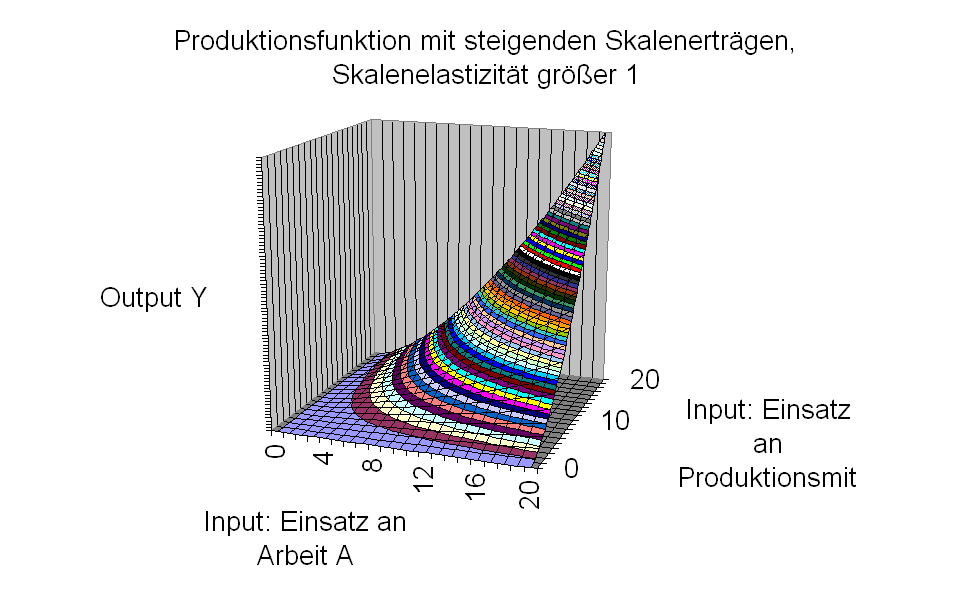
Abb. 3: positive Skaleneffekte

## Ursachen für positive Skaleneffekte
Positive Skaleneffekte lassen sich auf Einsparungen bei der Massenproduktion zurückführen:
- Nutzung nicht-menschlicher oder nicht-tierischer Arbeitskräfte: Einsatz von Wind und Wasserkraft, Dampfmaschinen sowie Verbrennungs- und Elektromotoren.
- Vorteile aus der Arbeitsteilung, bei der komplexe Abläufe in einfache, leicht zu wiederholende Tätigkeiten zerlegt werden.
- Sinkende Durchschnittskosten: Der Anteil der Fixkosten an Kosten pro Stück sinkt bei höherer Stückzahl. Das betrifft etwa die Kosten für die Entwicklung eines Produkts. Wenn von einem Produkt insgesamt zehn Stück verkauft werden, dann muss jedes Stück nominell 10 % der Entwicklungskosten tragen. Wenn dagegen 1000 Stück verkauft werden, trägt jedes Stück nur 0,1 % der Entwicklungskosten.
- Einsparungen durch die Verwendung größerer Produktionsmittel, wie z. B. größere Öfen, Tanks und Rohre (doppelter Rohrdurchmesser kostet nur doppelt so viel Material, hat aber die vierfache Querschnittsfläche und damit auch die vierfache Kapazität, siehe U/A-Verhältnis).
- Größere Mengen verhalten sich statistisch gleichmäßiger und sind daher besser planbar (Erlang B).
- Rationalisierungen durch den Einsatz automatisierter Produktionsmittel (Industrieroboter).
- Verwendung normierter Teile und zentralisierte Reservehaltung.
- Verbesserte Losgrößenabstimmung bei aufeinander folgenden Dispositionsstufen.
- Lernkurveneffekte (hierbei handelt es sich streng genommen nicht um einen Skaleneffekt, da dieser von der Konstanz der Produktionstechnologie ausgeht, während diese beim Lernkurveneffekt typischerweise Veränderungen erfährt).
- Konsolidierung von Betriebsstandorten.
- Die „Produktion“ immaterieller Güter (Musik, Software), die sich nach einer möglicherweise hohen Startinvestition kostengünstiger vervielfältigen lassen als materielle Güter.[3]

## Folgen
Positive Skaleneffekte können in Verbindung mit anderen Faktoren ein „natürliches Monopol“ begründen. Sie werden auch als Grund für Unternehmenskonzentrationen genannt. Bei positiven Skaleneffekten kann ein Unternehmen mit einem Kapitaleinsatz von 2 Mio. € mehr produzieren als zwei Unternehmen mit einem Kapitaleinsatz von jeweils 1 Mio. €. Im Wettbewerb setzt sich also das große Unternehmen gegen die beiden kleinen durch. Schreibt man diese Tendenz fort, bleiben in den jeweiligen Wirtschaftszweigen immer weniger, immer größere Firmen übrig, wodurch der Wettbewerb innerhalb der Branchen abgeschwächt wird. Da Wettbewerb aber eine wichtige Voraussetzung für die Effizienz von Märkten ist, kann so durch steigende Skalenerträge Marktversagen begründet werden.
Als Grund für Unternehmenszusammenschlüsse oder Kooperationen sind sie allerdings umstritten, da positive Skaleneffekte eine Produktionsstätte bedingen. Dies wäre nur denkbar bei folgender Spezialisierung der Einzelunternehmen (statt in zwei Unternehmen jeweils zwei Produkte zu produzieren, wird jeweils nur ein Produkt pro Produktionsstätte produziert).

## Abgrenzung zu den Economies of Density
Von den economies of scale werden die economies of density (Dichtevorteil) deutlich abgegrenzt. Während die economies of scale sowohl auf eine Skalenelastizität größer eins (Fixkostendegression), als auch auf eine Betriebsgrößenvariation zurückzuführen sein kann, beschreibt letztere kurzfristige, zeitlich begrenzte, intensitätsmäßige, kombiniert zeitlich-intensitätsmäßige oder quantitative Anpassungen. Demgegenüber sind ergo die economies of density lediglich von der Fixkostendegression abhängig, da eine konstante Betriebsgröße vorausgesetzt wird.

## Abgrenzung zu den Economies of Scope
Während sich Skaleneffekte auf die Effizienzvorteile aus der Produktionsmenge eines Produktes beziehen, erfasst der Begriff Verbundeffekte (economies of scope) solche Vorteile, die sich durch die Breite oder Tiefe der Produktion (bzw. der Leistungen) ergeben. Beispiele aus der Praxis sind Autohersteller, die ihre Angebotspalette um eine Modellreihe erweitern (Mercedes A-Klasse, VW Phaeton etc.), ein Schnellrestaurant, welches in einer abgegrenzten Sektion seiner Filialen Kaffeespezialitäten anbietet (McCafé), Hersteller, welche bestehende Produkte modifizieren um neue Zielgruppen zu erschließen (Dove for Men, Nivea for Men, Beck’s Gold, Coke Zero), oder Callcenter, die Hotlines für mehrere verschiedene Produkte abwickeln.